# Apollo z Bellac
Apollo z Bellac (oryginalny tytuł: L'Apollon de Bellac lub L'Apollon de Marsac) – jednoaktowa, komediowa sztuka teatralna napisana w 1942 roku przez francuskiego dramaturga Jeana Giraudoux.
Premierowe wystawienie sztuki Apollo z Bellac miało miejsce 16 czerwca 1942 roku w Teatrze Miejskim w Rio de Janeiro, w Brazylii.
Po raz pierwszy we Francji, sztukę wystawiono w Paryżu 19 kwietnia 1947 w Théâtre de l'Athénée w reżyserii Louis Jouvet.

## Apollo z Bellacw Teatrze Telewizji
Sztuka Giraudoux w reżyserii Adama Hanuszkiewicza jest najstarszym zachowanym w całości spektaklem Teatru Telewizji (emisja TV 10 lipca 1961). Jest to ponowne wystawienie tej sztuki w tej samej obsadzie, bo nagranie pierwotnego jej wystawienia z 17 marca 1958 nie zachowało się.